# 移动电话密码
移动电话密码通常是用于移动电话保密设定的数字密码，一台手机通常拥有开机密码、PIN、PIN2、PUK、PUK2等类型的密码。其中PIN、PIN2、PUK、PUK2均由电信运营商预设，但是PIN、PIN2码可以由用户自行修改。

## 开机密码
手机开机密码是用于对手机本身的锁定，防止手机被盗后资料外泄，密码通常由用户自行设定。开启此功能后，手机每次开机均需要输入密码才能使用。很多手机的开机密码预设值为1234或0000。

## PIN
PIN码全称，用于对SIM卡的保密和锁定，由电信运营商提供，预设值是0000。PIN码可以与开机密码同时使用，这种情况下手机开机时需要先输入PIN码，再输入开机密码才能使用。PIN码在三次输入错误后将被锁死，需要使用PUK码进行解锁。

## PIN2
PIN2码是另一个由电信运营商提供的SIM卡密码，是用于限定拨号等功能的个人识别码，主要应用于消除呼叫费用资料、设定通话费的计费币别和计费单位、费用限制功能、限定拨号。在限定拨号功能开启以后，手机只能拨出指定的号码，且不可以使用电话簿功能。PIN2码在三次输入错误后将被锁死，需要PUK2来解锁。

## PUK/PUK2
PUK码全称，PUK/PUK2是由电信运营商提供的PIN/PIN2解锁码，是一串无规律的数字。如果PUK码十次输入错误，SIM卡将永久锁死，无法再使用。
1. ↑  . www.honor.com.   [2025-04-01].